# Laura Traets
Laura Traets est une gymnaste rythmique bulgare, née le 13 décembre 1998 à Sofia.

## Palmarès

### Championnats du monde
- Pesaro 2017
  -  médaille d'argent au concours général en groupe
  -  médaille de bronze en groupe 3 ballons + 2 cordes

- Sofia 2018
  -  médaille d'or en groupe 5 cerceaux
  -  médaille de bronze au concours général en groupe

- Bakou 2019
  -  médaille d'argent en groupe 5 ballons
  -  médaille de bronze au concours général en groupe

### Championnats d'Europe
- Guadalajara 2018
  -  médaille d'or en groupe 3 ballons + 2 cordes
  -  médaille de bronze au concours général par équipe
  -  médaille de bronze au concours général en groupe

- Varna 2021
  -  médaille d'or en groupe 5 ballons
  -  Médaille d'argent en groupe 3 cerceaux + 4 massues

### Jeux européens
- Minsk 2019
  -  médaille d'argent au concours général en groupe
  -  médaille d'argent en groupe 5 ballons
  -  médaille de bronze en groupe 3 cerceaux + 4 massues